# Stoompop

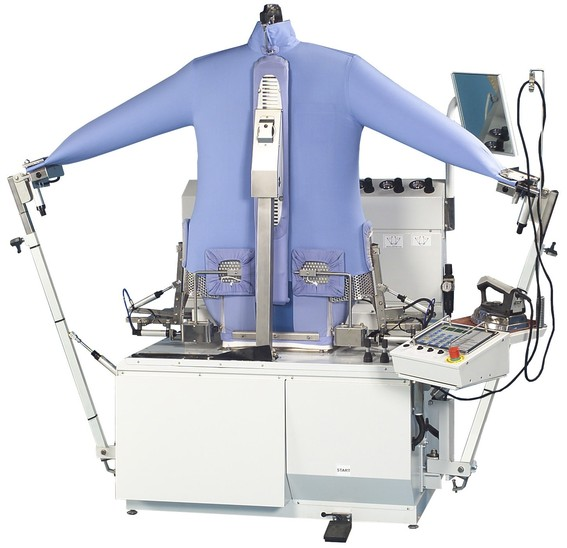
Stoompop

Een stoompop is een benaming uit de volksmond waarmee bedoeld wordt een toestel waarmee men bovenkleding met behulp van lucht en stoom afwerkt als alternatief voor het strijken op de hand. De juiste benaming is multifinisher voor jassen, colberts en overhemden. Het grootste voordeel is een afwerktijd die zeer kort is en die een zeer goed afgewerkt kledingstuk geeft. Twee voordelen waar de textielreiniger, ook vaak stomerij genoemd, een economisch rendement aan ontleent.
Een multifinisher bestaat uit een kunstmatige romp met armdelen waarover men lange of korte jassen, colberts, blouses of overhemden aantrekt en sluit met behulp van een aandrukdeel middenvoor. Twee mouwspanners voor overhemden of mouwopvullers voor jassen en colbers worden aan of in de mouwen aangebracht. Hierna wordt een programma gekozen om het opgespannen kledingstuk de juiste gladde en kreukvrije vorm te geven die de drager wenst.
Afhankelijk van het textiel waarvan het kledingstuk is vervaardigd, wordt een hierbij passend afwerkprogramma gekozen. De belangrijkste verschillen in de programma’s zijn de dosering van de hoeveelheid stoom, de temperatuur en de dosering van de hoeveelheid lucht in combinatie met de totale tijd die een afwerking duurt. Meestal ligt dit tussen 1,5 en 4 minuten. Na het afwerken, door textielreinigers meestal (multi)finishen genoemd, is het kledingstuk gereed om verpakt te worden en aan de opdrachtgever te worden overhandigd.